# Nymphopsis bathursti
Nymphopsis bathursti là một loài nhện biển trong họ Ammotheidae. Loài này thuộc chi Nymphopsis. Nymphopsis bathursti được miêu tả khoa học năm 1940 bởi Williams.